# Tmesisternus mimethes
Tmesisternus mimethes là một loài bọ cánh cứng trong họ Cerambycidae.